# Vall Gran de Lanzo

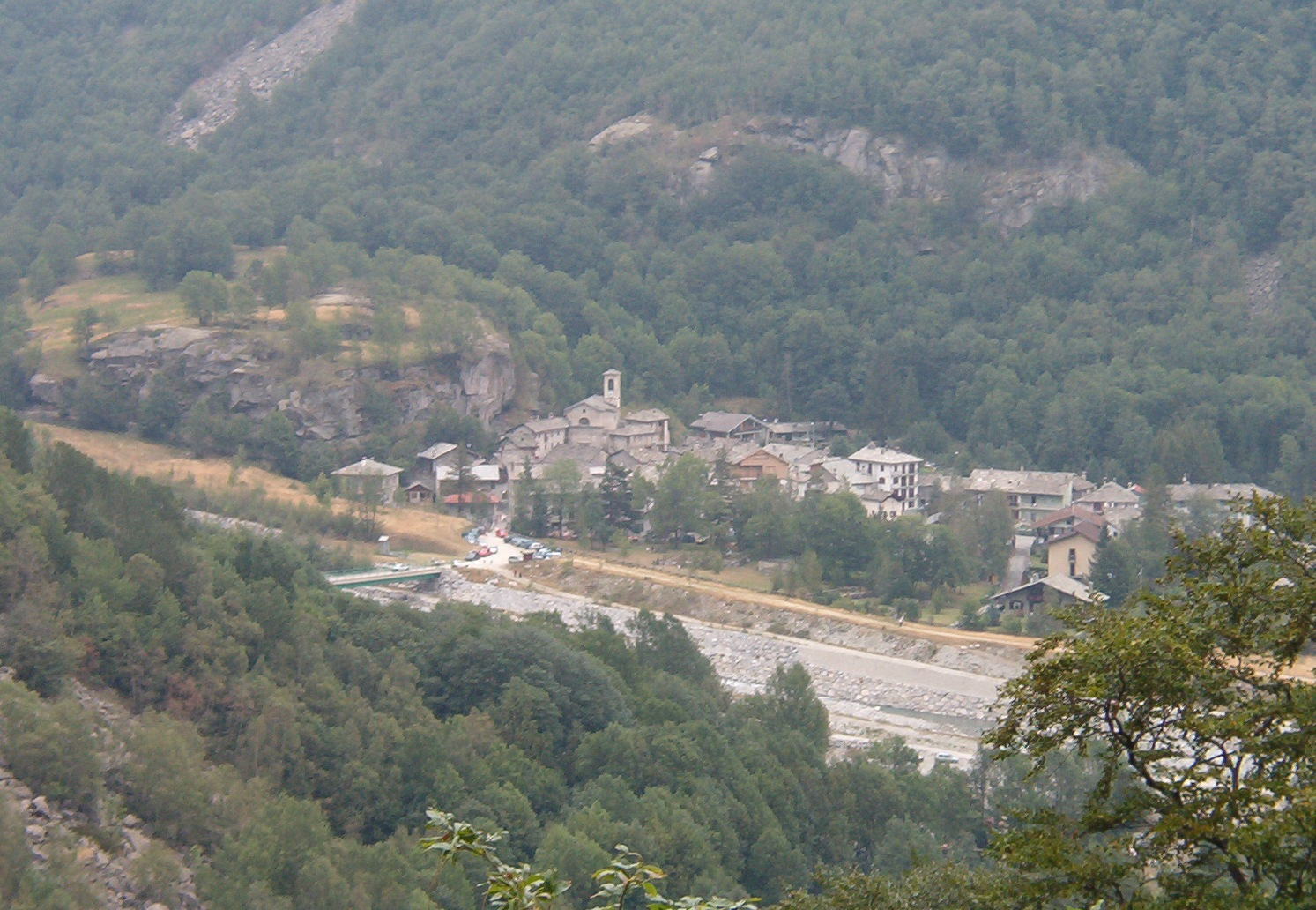
Forno Alpi Graie

La Vall Gran de Lanzo (arpità Vâl Grande) és situada als Alps de Graia a la província de Torí, i és la més septentrional de les tres Valls de Lanzo. Pren el nom del fet de tenir un fons de vall ample, contrastat amb la seva relativament curta longitud (només 17 kilòmetres)

## Geografia
Es troba al sud de la Vall de l'Orco i al nord de la Vall d'Ala, amb la que s'uneix a Ceres.
És excavada a la zona homònima del riu Stura di Lanzo, i disposada en direcció est-oest a la part alta de la vall, quan plega vers al sud. Hi és dominada pel grup de les Levanne, la part més alta de la vall
La vall comença a Ceres on se separa de la vall d'Ala i acaba Forno Alpi Graie, fracció de Groscavallo. A Forno la vall es divideix en dues valls petites: Vallone di Sea i Vallone della Gura.

### Cims principals
Són més alts quan més propers a França, i són (de nord a sud):
- Levanna Oriental - 3.555 m
- Punta Girard - 3.262 m
- Punta Francesetti - 3.410 m
- Punta Tonini - 3.324 m
- Albaron di Sea - 3.262 m
- Uia di Ciamarella - 3.676 m.

## Centres principals
- Chialamberto
- Groscavallo
- Cantoira
- Ceres

## Turisme
La vall ha desenvolupat en el darrer segle una forta vocació turística de temporada.

### Refugis alpins
Per a facilitar la sortida als cims de la vall i l'excursionisme d'alta muntanya, la vall és dotada d'alguns refugis alpins
- Refugi Paolo Daviso - 2.280 m
- Bivacco Nino Soardi - Marco Fassero